# Liste der Staatsoberhäupter 1966
Übersicht
◄◄ | ◄ | 1962 | 1963 | 1964 | 1965 | Liste der Staatsoberhäupter 1966 | 1967 | 1968 | 1969 | 1970 | ► | ►►

Weitere Ereignisse

## Afrika
- Ägypten
  - Staatsoberhaupt: Präsident Gamal Abdel Nasser (1954, 1954–1970) (bis 1956 Vorsitzender des revolutionären Kommandorats) (1954, 1954–1958, 1967–1970 Regierungschef)
  - Regierungschef:
    - Ministerpräsident Zakaria Mohieddin (1965–10. September 1966)
    - Ministerpräsident Muhammad Sidqi Sulayman (10. September 1966–1967)

- Algerien
  - Staats- und Regierungschef: Präsident des Revolutionsrats Houari Boumedienne (1965–1978) (ab 1976 Präsident)

- Äthiopien
  - Staatsoberhaupt: Kaiser Haile Selassie (1930–1974) (1936–1941 im Exil)
  - Regierungschef: Ministerpräsident Aklilu Habte-Wold (1961–1974)

- Botswana (seit 30. September 1966 unabhängig)
  - Staats- und Regierungschef: Präsident Seretse Khama (30. September 1966–1980)

- Königreich Burundi/Republik Burundi
  - Staatsoberhaupt:
    - König Mwambutsa IV. Bangiriceng (1962–8. Juli 1966)
    - König Ntare V. Ndizeye (8. Juli 1966–28. November 1966)
    - Präsident Michel Micombero (28. November 1966–1976) (1966 Ministerpräsident)

  - Regierungschef:
    - Premierminister Léopold Biha (1965–8. Juli 1966)
    - Premierminister  Michel Micombero (8. Juli 1966–28. November 1966) (1966–1976 Präsident)

- Dahomey (ab 1975 Benin)
  - Staats- und Regierungschef: Vorsitzender der Provisorischen Regierung Christophe Soglo (1963–1964, 1965–1967)

- Elfenbeinküste
  - Staats- und Regierungschef: Präsident Félix Houphouët-Boigny (1960–1993)

- Gabun
  - Staats- und Regierungschef: Präsident Léon M’ba (1960–1964, 1964–1967) (1960–1961 Ministerpräsident)

- Gambia
  - Staatsoberhaupt: Königin Elisabeth II. (1965–1970)
    - Generalgouverneur:
      - John Warburton Paul (1965–9. Februar 1966)
      - Farimang Singhateh (9. Februar 1966–1970)

  - Regierungschef: Ministerpräsident Dawda Jawara (1965–1970) (1970–1994 Präsident)

- Ghana
  - Staats- und Regierungschef:
    - Präsident Kwame Nkrumah (1960–24. Februar 1966) (1957–1960 Ministerpräsident)
    - Vorsitzender des Nationalen Befreiungsrats Joseph Arthur Ankrah (24. Februar 1966–1969)

- Guinea
  - Staats- und Regierungschef: Präsident Ahmed Sékou Touré (1958–1984)

- Kamerun
  - Staats- und Regierungschef: Präsident Ahmadou Ahidjo (1960–1982)

- Kenia
  - Staats- und Regierungschef: Präsident Jomo Kenyatta (1964–1978) (1963–1964 Ministerpräsident)

- Kongo-Brazzaville (1970–1992 Volksrepublik Kongo; ab 1992 Republik Kongo)
  - Staatsoberhaupt: Präsident Alphonse Massemba-Débat (1963–1968) (1963 Ministerpräsident)
  - Regierungschef:
    - Ministerpräsident Pascal Lissouba (1963–15. April 1966) (1992–1997 Präsident)
    - Ministerpräsident Edouard Ambroise Noumazalaye (6. Mai 1966–1968)

- Demokratische Republik Kongo (bis 1964 Kongo-Léopoldville, 1971–1997 Zaire)
  - Staatsoberhaupt: Präsident Joseph-Désiré Mobutu (1965–1997)
  - Regierungschef: Ministerpräsident Léonard Mulamba (1965–26. Oktober 1966) (Amt wurde 1966 abgeschafft)

- Lesotho (seit 4. Oktober 1966 unabhängig)
  - Staatsoberhaupt: König Moshoeshoe II. (4. Oktober 1966–1970, 1970–1990, 1995–1996)
  - Regierungschef: Ministerpräsident Leabua Jonathan (4. Oktober 1966–1986) (1970 Staatsoberhaupt)

- Liberia
  - Staats- und Regierungschef: Präsident William S. Tubman (1944–1971)

- Libyen
  - Staatsoberhaupt: König Idris (1951–1969)
  - Regierungschef: Ministerpräsident Husain Maziq (1965–1967)

- Madagaskar
  - Staats- und Regierungschef: Präsident Philibert Tsiranana (1960–1972)

- Malawi (seit 6. Juli 1966 Republik)
  - Staatsoberhaupt: Königin Elisabeth II. (1964–6. Juli 1966)
  - Präsident Hastings Kamuzu Banda (6. Juli 1966–1994) (1964–1966 Ministerpräsident)
    - Generalgouverneur: Glyn Smallwood Jones (1964–6. Juli 1966)

  - Regierungschef: Ministerpräsident Hastings Kamuzu Banda (1964–6. Juli 1966) (1966–1994 Präsident)

- Mali
  - Staats- und Regierungschef: Präsident Modibo Keïta (1960–1968)

- Marokko
  - Staatsoberhaupt und Regierungschef: König Hassan II. (1961–1999)

- Mauretanien
  - Staats- und Regierungschef: Präsident Moktar Ould Daddah (1960–1978)

- Niger
  - Staats- und Regierungschef: Präsident Hamani Diori (1960–1974)

- Nigeria
  - Staatsoberhaupt:
    - Präsident Nnamdi Azikiwe (1963–16. Januar 1966) (1960–1963 Generalgouverneur)
    - Präsident Johnson Aguiyi-Ironsi (16. Januar 1966–29. Juli 1966)
    - Präsident Yakubu Gowon (1. August 1966–1975)

  - Regierungschef: Ministerpräsident Abubakar Tafawa Balewa (1960–15. Januar 1966)

- Obervolta (ab 1984 Burkina Faso)
  - Staats- und Regierungschef:
    - Präsident Maurice Yaméogo (1960–4. Januar 1966)
    - Präsident Sangoulé Lamizana (4. Januar 1966–1980)

- Rhodesien (international nicht anerkannt) (seit 1980 Simbabwe)
  - Staatsoberhaupt: Königin Elisabeth II. (1965–1970) (nahm Titel nicht an)
    - Verwaltungsoffizier der Regierung Clifford Dupont (1965–1970) (1970–1975 Präsident)

  - Regierungschef: Premierminister Ian Smith (1965–1979)

- Ruanda
  - Staats- und Regierungschef: Präsident Grégoire Kayibanda (1962–1973)

- Sambia
  - Staats- und Regierungschef: Präsident Kenneth Kaunda (1964–1991)

- Senegal
  - Staats- und Regierungschef: Präsident Léopold Sédar Senghor (1960–1980)

- Sierra Leone
  - Staatsoberhaupt: Königin Elisabeth II. (1961–1971)
    - Generalgouverneur: Henry Josiah Lightfoot Boston (1962–1968)

  - Regierungschef: Ministerpräsident Albert Margai (1964–1967)

- Somalia
  - Staatsoberhaupt: Präsident Aden Abdullah Osman Daar (1960–1967) (1967–1969 Präsident)
  - Regierungschef: Ministerpräsident Abdirizak Haji Hussein (1964–1967)

- Südafrika
  - Staatsoberhaupt: Präsident Charles Robberts Swart (1961–1967) (1960–1961 Generalgouverneur)
  - Regierungschef:
    - Ministerpräsident Hendrik Frensch Verwoerd (1958–6. September 1966)
    - Ministerpräsident Theophilus E. Dönges (6. September 1966–13. September 1966)
    - Ministerpräsident Balthazar Johannes Vorster (13. September 1966–1978) (1978–1979 Präsident)

- Sudan
  - Staatsoberhaupt: Präsident des Souveränitätskomitees: Ismail al-Azhari (1965–1969)
  - Regierungschef:
    - Ministerpräsident Sadiq al-Mahdi (1965–27. Juli 1966, 1967–1969)
    - Ministerpräsident Sadiq al-Mahdi (27. Juli 1966–1967)

- Tansania
  - Staats- und Regierungschef: Präsident Julius Nyerere (1962–1985) (1961–1962 Ministerpräsident)

- Togo
  - Staats- und Regierungschef: Präsident Nicolas Grunitzky (1963–1967)

- Tschad
  - Staats- und Regierungschef: Präsident François Tombalbaye (1960–1975)

- Tunesien
  - Staats- und Regierungschef: Präsident Habib Bourguiba (1957–1987) (1956–1957 Ministerpräsident)

- Uganda
  - Staatsoberhaupt:
    - Präsident Edward Mutesa (1963–2. März 1966)
    - Präsident Milton Obote (2. März 1966–1971, 1980–1985) (1962–1966 Ministerpräsident)

  - Regierungschef: Ministerpräsident Milton Obote (1962–15. April 1966) (1966–1971, 1980–1985 Präsident)

- Zentralafrikanische Republik
  - Staats- und Regierungschef:
    - Präsident David Dacko (1960–1. Januar 1966, 1979–1981)
    - Präsident Jean-Bédel Bokassa (1. Januar 1966–1979) (ab 1976 Kaiser)

## Amerika

### Nordamerika
- Kanada
  - Staatsoberhaupt: Königin Elisabeth II. (1952–2022)
    - Generalgouverneur: Georges Vanier (1959–1967)

  - Regierungschef: Premierminister Lester Pearson (1963–1968)

- Mexiko
  - Staats- und Regierungschef: Präsident Gustavo Díaz Ordaz (1964–1970)

- Vereinigte Staaten von Amerika
  - Staats- und Regierungschef: Präsident Lyndon B. Johnson (1963–1969)

### Mittelamerika
- Barbados (30. November 1966 Unabhängigkeit)
  - Staatsoberhaupt: Königin Elisabeth II. (30. November 1966–2021)
    - Generalgouverneur John Montague Stow (30. November 1966–1967)

  - Regierungschef: Premierminister Errol Walton Barrow (30. November 1966–1976, 1986–1987)

- Costa Rica
  - Staats- und Regierungschef:
    - Präsident Francisco José Orlich Bolmarcich (1962–8. Mai 1966)
    - Präsident José Joaquín Trejos Fernández (8. Mai 1966–1970)

- Dominikanische Republik
  - Staats- und Regierungschef:
    - Präsident Héctor García Godoy (1965–1. Juli 1966) (kommissarisch)
    - Präsident Joaquín Balaguer (1950–1962, 1. Juli 1966–1978, 1986–1996)

- El Salvador
  - Staats- und Regierungschef: Präsident Julio Adalberto Rivera Carballo (1962–1967)

- Guatemala
  - Staats- und Regierungschef:
    - Präsident Alfredo Enrique Peralta Azurdia (1963–1. Juli 1966)
    - Präsident Julio César Méndez Montenegro (1. Juli 1966–1970)

- Haiti
  - Staats- und Regierungschef: Präsident François Duvalier (1957–1971)

- Honduras
  - Staats- und Regierungschef: Präsident Oswaldo López Arellano (1963–1971, 1972–1975) (1956–1957 Mitglied des militärischen Regierungsrats)

- Jamaika
  - Staatsoberhaupt: Königin Elisabeth II. (1962–2022)
    - Generalgouverneur: Clifford Campbell (1962–1973)

  - Regierungschef: Premierminister Alexander Bustamante (1962–1967)

- Kuba
  - Staatsoberhaupt: Präsident Osvaldo Dorticós Torrado (1959–1976)
  - Regierungschef: Ministerpräsident Fidel Castro (1959–2008) (1976–2008 Präsident des Staatsrats und Präsident des Ministerrats)

- Nicaragua
  - Staats- und Regierungschef:
    - Präsident René Schick Gutiérrez (1963–3. August 1966)
    - Präsident Orlando Montenegro Medrano (3. August 1966–4. August 1966) (kommissarisch)
    - Präsident Lorenzo Guerrero Gutiérrez (4. August 1966–1967)

- Panama
  - Staats- und Regierungschef: Präsident Marco Aurelio Robles Méndez (1964–1968)

- Trinidad und Tobago
  - Staatsoberhaupt: Königin Elisabeth II. (1962–1976)
    - Generalgouverneur: Solomon Hochoy (1962–1972)

  - Regierungschef: Ministerpräsident Eric Eustace Williams (1962–1981)

### Südamerika
- Argentinien
  - Staats- und Regierungschef:
    - Präsident Arturo Umberto Illia (1963–28. Juni 1966)
    - Revolutionsjunta Pascual Ángel Pistarini, Benigno Ignacio Marcelino Varela Barnadou, Adolfo Teodoro Álvarez Melendi (28. Juni 1966–29. Juni 1966)
    - Präsident Juan Carlos Onganía (29. Juni 1966–1970) (de facto)

- Bolivien
  - Staats- und Regierungschef:
    - Co-Vorsitzender der Militärjunta René Barrientos Ortuño (1964–4. Januar 1966, 1966–1969) (bis 26. Mai Vorsitzender der Militärjunta)
    - Co-Vorsitzender der Militärjunta: Alfredo Ovando Candía (1964, 1965–6. August 1966, 1969–1970) (ab 4. Januar 1966 Vorsitzender der Militärjunta)
    - Präsident René Barrientos Ortuño (1964–1966, 6. August 1966–1969)

- Brasilien
  - Staats- und Regierungschef: Präsident Humberto Castelo Branco (1964–1967)

- Chile
  - Staats- und Regierungschef: Präsident Eduardo Frei Montalva (1964–1970)

- Ecuador
  - Staats- und Regierungschef:
    - Vorsitzender der Militärjunta Ramón Castro Jijón (1963–29. März 1966)
    - Stabschef der Streitkräfte Telmo Vargas (29. März 1966–30. März 1966)
    - Präsident Clemente Yerovi Indabur (30. März 1966–16. November 1966) (kommissarisch)
    - Präsident Otto Arosemena Gómez (16. November 1966–1968)

- Guyana (seit 26. Mai 1966 unabhängig)
  - Staatsoberhaupt: Königin Elisabeth II. (26. Mai 1966–1970)
    - Generalgouverneur:
      - Richard Edmonds Luyt (26. Mai 1966–31. Oktober 1966)
      - Kenneth Stoby (1. November 1966–15. Dezember 1966) (kommissarisch)
      - David James Gardiner Rose (16. Dezember 1966–1969)

  - Regierungschef: Ministerpräsident Forbes Burnham (26. Mai 1966–1980) (1980–1985 Präsident)

- Kolumbien
  - Staats- und Regierungschef:
    - Präsident Guillermo León Valencia (1962–7. August 1966)
    - Präsident Carlos Lleras Restrepo (7. August 1966–1970)

- Paraguay
  - Staats- und Regierungschef: Präsident Alfredo Stroessner (1954–1989)

- Peru
  - Staatsoberhaupt: Präsident Fernando Belaúnde Terry (1963–1968, 1980–1985)
  - Regierungschef: Ministerpräsident Daniel Becerra de la Flor (1965–1967)

- Uruguay
  - Staats- und Regierungschef:
    - Vorsitzender des Nationalrats Washington Beltrán (1965–1. März 1966)
    - Vorsitzender des Nationalrats Alberto Héber Usher (1. März 1966–1967)

- Venezuela
  - Staats- und Regierungschef: Präsident Raúl Leoni (1964–1969)

## Asien

### Ost-, Süd- und Südostasien
- Bhutan
  - Staats- und Regierungschef: König Jigme Dorje Wangchuck (1952–1972)

- Burma (ab 1989 Myanmar)
  - Staatsoberhaupt: Vorsitzender des Revolutionsrats Ne Win (1962–1981) (ab 1974 Präsident) (1958–1960, 1962–1974 Ministerpräsident)
  - Regierungschef: Ministerpräsident Ne Win (1958–1960, 1962–1974) (1962–1974 Vorsitzender des Revolutionsrats; 1974–1981 Präsident)

- Ceylon (ab 1972 Sri Lanka)
  - Staatsoberhaupt: Königin Elisabeth II. (1952–1972)
    - Generalgouverneur: William Gopallawa (1962–1972) (1972–1978 Präsident)

  - Regierungschef: Premierminister Dudley Shelton Senanayake (1952–1953, 1960, 1965–1970)

- Republik China (Taiwan)
  - Staatsoberhaupt: Präsident Chiang Kai-shek (1950–1975) (1928–1931, 1943–1948 Vorsitzender der Nationalregierung Chinas, 1948–1949 Präsident von Nationalchina; 1930–1931, 1935–1938, 1939–1945, 1947 Ministerpräsident von Nationalchina)
  - Regierungschef: Ministerpräsident Yen Chia-kan (1963–1972) (1975–1978 Präsident)

- Volksrepublik China
  - Parteichef: Vorsitzender der Kommunistischen Partei Chinas Mao Zedong (1943–1976) (1949–1954 Vorsitzender der zentralen Volksregierung; 1954–1959 Präsident)
  - Staatsoberhaupt: Präsident Liu Shaoqi (1959–1968)
  - Regierungschef: Ministerpräsident Zhou Enlai (1949–1976)

- Indien
  - Staatsoberhaupt: Präsident Sarvepalli Radhakrishnan (1962–1967)
  - Regierungschef:
    - Premierminister Lal Bahadur Shastri (1964–11. Januar 1966)
    - Premierminister Gulzarilal Nanda (1964, 11. Januar 1966–24. Januar 1966) (kommissarisch)
    - Premierministerin Indira Gandhi (24. Januar 1966–1977, 1980–1984)

- Indonesien
  - Staats- und Regierungschef: Präsident Sukarno (1945–1967)

- Japan
  - Staatsoberhaupt: Kaiser Hirohito (1926–1989)
  - Regierungschef: Premierminister Eisaku Sato (1964–1972)

- Kambodscha
  - Staatsoberhaupt: Präsident Norodom Sihanouk (1960–1970, 1991–1993) (1941–1955, 1993–2004 König) (1945, 1950, 1952–1953, 1954, 1955–1956, 1956, 1956, 1957, 1958–1960, 1961–1962 Ministerpräsident)
  - Regierungschef:
    - Ministerpräsident Norodom Kantol (1962–22. Oktober 1966)
    - Ministerpräsident Lon Nol (22. Oktober 1966–1967, 1969–1972) (1972–1975 Präsident)

- Nordkorea
  - De-facto-Herrscher: Kim Il-sung (1948–1994)
  - Staatsoberhaupt: Vorsitzender des Präsidiums der Obersten Volksversammlung Choe Yong-gon (1957–1972)
  - Regierungschef: Ministerpräsident Kim Il-sung (1948–1972)

- Südkorea
  - Staatsoberhaupt: Präsident Park Chung-hee (1962–1979)
  - Regierungschef: Ministerpräsident Chung Il-kwon (1964–1970)

- Laos
  - Staatsoberhaupt: König Savang Vatthana (1959–1975)
  - Regierungschef: Ministerpräsident Souvanna Phouma (1951–1954, 1956–1958, 1960, 1962–1975)

- Malaysia
  - Staatsoberhaupt: Oberster Herrscher Ismail Nasiruddin Shah (1965–1970)
  - Regierungschef: Ministerpräsident Abdul Rahman (1957–1959, 1959–1970)

- Malediven
  - Staatsoberhaupt: Sultan Muhammad Fareed Didi (1954–1968)
  - Regierungschef: Ministerpräsident Ibrahim Nasir (1957–1968) (1968–1978 Präsident) (Amt abgeschafft)

- Nepal
  - Staatsoberhaupt: König Mahendra (1955–1972)
  - Regierungschef: Erster Minister Surya Bahadur Thapa (1963–1964, 1965–1969, 1979–1983, 1997–1998, 2003–2004)

- Pakistan
  - Staats- und Regierungschef: Präsident Muhammed Ayub Khan (1958–1969) (1958 Ministerpräsident)

- Philippinen
  - Staats- und Regierungschef: Präsident Ferdinand Marcos (1965–1986)

- Sikkim (unter indischer Suzeränität)
  - Staatsoberhaupt: König Palden Thondup Namgyal (1963–1975)
  - Regierungschef: Ministerpräsident R.N. Haldipur (1963–1969)

- Singapur
  - Staatsoberhaupt: Präsident Yusof bin Ishak (1959–1970)
  - Regierungschef: Premierminister Lee Kuan Yew (1959–1990)

- Thailand
  - Staatsoberhaupt: König Rama IX. Bhumibol Adulyadej (1946–2016)
  - Regierungschef: Ministerpräsident Thanom Kittikachorn (1958, 1963–1973)

- Nordvietnam
  - Staatsoberhaupt: Präsident Hồ Chí Minh (1945–1969) (1945–1955 Ministerpräsident)
  - Regierungschef: Premierminister Phạm Văn Đồng (1955–1976) (1976–1987 Vorsitzender des Ministerrats von Vietnam)

- Südvietnam
  - Staatsoberhaupt: Präsident Nguyễn Văn Thiệu (1965–1975)
  - Regierungschef: Premierminister Nguyễn Cao Kỳ (1965–1967)

### Vorderasien
- Irak
  - Staatsoberhaupt:
    - Präsident Abd as-Salam Arif (1963–13. April 1966)
    - Ministerpräsident Abd ar-Rahman al-Bazzaz (13. April 1966–17. April 1966) (kommissarisch)
    - Präsident Abd ar-Rahman Arif (17. April 1966–1968) (1967 Ministerpräsident)

  - Regierungschef:
    - Ministerpräsident Abd ar-Rahman al-Bazzaz (1965–9. August 1966)
    - Ministerpräsident Nadschi Talib (9. August 1966–1967)

- Iran
  - Staatsoberhaupt: Schah Mohammad Reza Pahlavi (1941–1979)
  - Regierungschef: Ministerpräsident Amir Abbas Hoveyda (1965–1977)

- Israel
  - Staatsoberhaupt: Präsident Salman Schasar (1963–1973)
  - Regierungschef: Ministerpräsident Levi Eschkol (1963–1969)

- Jemen
  - Staatsoberhaupt: Präsident Abdullah as-Sallal (1962–1967) (1962–1963, 1965, 1966–1967 Ministerpräsident)
  - Regierungschef:
    - Ministerpräsident Hassan al-Amri (1964, 1965, 1965–18. September 1966, 1967–1969, 1971)
    - Ministerpräsident Abdullah as-Sallal (1962–1963, 1965, 18. September 1966–1967) (1962–1967 Präsident)

- Jordanien
  - Staatsoberhaupt: König Hussein (1952–1999)
  - Regierungschef: Ministerpräsident Wasfi at-Tall (1962–1963, 1965–1967)

- Kuwait
  - Staatsoberhaupt: Emir Sabah III. as-Salim as-Sabah (1965–1977) (1963–1965 Ministerpräsident)
  - Regierungschef: Ministerpräsident Dschabir al-Ahmad al-Dschabir as-Sabah (1962–1963, 1965–1978) (1977–2006 Emir)

- Libanon
  - Staatsoberhaupt: Präsident Charles Helou (1964–1970)
  - Regierungschef:
    - Ministerpräsident Rashid Karami (1955–1956, 1958–1960, 1961–1964, 1965–9. April 1966, 1966–1968, 1969–1970, 1975–1976, 1984–1987)
    - Ministerpräsident Abdullah Aref al-Yafi (1938–1939, 1951–1952, 1953–1954, 1956, 9. April 1966–7. Dezember 1966, 1968–1969)
    - Ministerpräsident Rashid Karami (1955–1956, 1958–1960, 1961–1964, 1965–1966, 7. Dezember 1966–1968, 1969–1970, 1975–1976, 1984–1987)

- Oman (1891–1971 britisches Protektorat)
  - Staats- und Regierungschef: Sultan Said ibn Taimur (1932–1970)

- Saudi-Arabien
  - Staats- und Regierungschef: König Faisal ibn Abd al-Aziz (1964–1975)

- Syrien
  - Staatsoberhaupt:
    - Vorsitzender des Präsidialrats Amin al-Hafiz (1963–23. Februar 1966) (bis 1964 Vorsitzender des nationalen revolutionären Kommandorats) (1963–1964, 1964–1965 Ministerpräsident)
    - Präsident Nureddin al-Atassi (25. Februar 1966–1970) (1968–1970 Ministerpräsident)

  - Regierungschef:
    - Ministerpräsident Yusuf Zuayyin (1965–1. Januar 1966, 1966–1968)
    - Ministerpräsident Salah ad-Din al-Bitar (1963, 1964, 1. Januar 1966–25. Februar 1966)
    - Ministerpräsident Yusuf Zuayyin (1965–1966, 25. Februar 1966–1968)

- Türkei
  - Staatsoberhaupt:
    - Präsident Cemal Gürsel (1960–28. Mai 1966) (1960–1961 Ministerpräsident)
    - Präsident Cevdet Sunay (28. Mai 1966–1973)

  - Regierungschef: Ministerpräsident Süleyman Demirel (1965–1971, 1975–1977, 1977–1978, 1979–1980, 1991–1993) (1993–2000 Präsident)

### Zentralasien
- Afghanistan
  - Staatsoberhaupt: König Mohammed Sahir Schah (1933–1973)
  - Regierungschef: Ministerpräsident Mohammad Haschim Maiwandwal (1965–1967)

- Mongolei
  - Staatsoberhaupt: Vorsitzender des Großen Volks-Churals Dschamsrangiin Sambuu (1954–1972)
  - Regierungschef: Vorsitzender des Ministerrates Jumdschaagiin Tsedenbal (1952–1974) (1974–1984 Vorsitzender des Großen Volks-Churals)

## Australien und Ozeanien
- Australien
  - Staatsoberhaupt: Königin Elisabeth II. (1952–2022)
    - Generalgouverneur: Richard Casey, Baron Casey (1965–1969)

  - Regierungschef:
    - Premierminister Robert Menzies (1939–1941, 1949–22. Januar 1966)
    - Premierminister Harold Holt (22. Januar 1966–1967)

- Cookinseln (unabhängiger Staat in freier Assoziierung mit Neuseeland)
  - Staatsoberhaupt: Königin Elisabeth II. (1965–2022)
  - Regierungschef: Premierminister Albert R. Henry (1965–1978)

- Neuseeland
  - Staatsoberhaupt: Königin Elisabeth II. (1952–2022)
    - Generalgouverneur: Bernard Fergusson (1962–1967)

  - Regierungschef: Premierminister Keith Holyoake (1957, 1960–1972) (1977–1980 Generalgouverneur)

- Westsamoa (heute Samoa)
  - Staatsoberhaupt: O le Ao o le Malo Tanumafili II. (1962–2007)
  - Regierungschef: Premierminister Mata'afa Mulinu'u II. (1962–1970, 1973–1975)

## Europa
- Albanien
  - Parteichef: 1. Sekretär der albanischen Arbeiterpartei Enver Hoxha (1948–1985) (1946–1954 Ministerpräsident)
  - Staatsoberhaupt: Vorsitzender des Präsidiums der Volksversammlung Haxhi Lleshi (1953–1982)
  - Regierungschef: Ministerpräsident Mehmet Shehu (1954–1981)

- Andorra
  - Co-Fürsten:
    - Staatspräsident von Frankreich: Charles de Gaulle (1959–1969)
    - Bischof von Urgell: Ramon Iglésias Navarri (1943–1969)

- Belgien
  - Staatsoberhaupt: König Baudouin I. (1951–1993)
  - Regierungschef:
    - Ministerpräsident Pierre Harmel (1965–19. März 1966)
    - Ministerpräsident Paul Vanden Boeynants (19. März 1966–1968, 1978–1979)

- Bulgarien
  - Parteichef: Generalsekretär der Bulgarischen Kommunistischen Partei Todor Schiwkow (1954–1989) (1971–1989 Staatsratsvorsitzender) (1962–1971 Ministerpräsident)
  - Staatsoberhaupt: Vorsitzender des Präsidiums der Nationalversammlung Georgi Traikow (1964–1971)
  - Regierungschef: Vorsitzender des Ministerrats Todor Schiwkow (1962–1971) (1954–1989 Parteichef) (1971–1989 Staatsratsvorsitzender)

- Dänemark
  - Staatsoberhaupt: König Friedrich IX. (1947–1972)
  - Regierungschef: Ministerpräsident Jens Otto Krag (1962–1968, 1971–1972)
  - Färöer (politisch selbstverwalteter und autonomer Bestandteil des Königreichs Dänemark)
    - Vertreter der dänischen Regierung: Reichsombudsmann Mogens Wahl (1961–1972)
    - Regierungschef: Ministerpräsident Hákun Djurhuus (1963–1967)

- Bundesrepublik Deutschland
  - Staatsoberhaupt: Bundespräsident Heinrich Lübke (1959–1969)
  - Regierungschef:
    - Bundeskanzler Ludwig Erhard (1963–1. Dezember 1966)
    - Bundeskanzler Kurt Georg Kiesinger (1. Dezember 1966–1969)

- Deutsche Demokratische Republik
  - Parteichef: Generalsekretär des ZK der SED Walter Ulbricht (1950–1971) (1960–1973 Staatsratsvorsitzender)
  - Staatsoberhaupt: Vorsitzender des Staatsrats Walter Ulbricht (1960–1973) (1950–1971 Parteichef)
  - Regierungschef: Vorsitzender des Ministerrates Willi Stoph (1964–1973, 1976–1989) (1973–1976 Staatsratsvorsitzender)

- Finnland
  - Staatsoberhaupt: Präsident Urho Kekkonen (1956–1982) (1950–1953, 1954–1956 Ministerpräsident)
  - Regierungschef:
    - Ministerpräsident Johannes Virolainen (1964–27. Mai 1966)
    - Ministerpräsident Rafael Paasio (27. Mai 1966–1968, 1972)

- Frankreich
  - Staatsoberhaupt: Präsident Charles de Gaulle (1959–1969) (1944–1946 Leiter der provisorischen Regierung), (1958–1959 Präsident des Ministerrats)
  - Regierungschef: Premierminister Georges Pompidou (1962–1968) (1969–1974 Präsident)

- Griechenland
  - Staatsoberhaupt: König Konstantin II. (1964–1973/74) (ab 1967 im Exil)
  - Regierungschef:
    - Ministerpräsident Stephanos Stephanopoulos (1955, 1965–22. Dezember 1966)
    - Ministerpräsident Ioannis Paraskevopoulos (1963–1964, 22. Dezember 1966–1967)

- Irland
  - Staatsoberhaupt: Präsident Éamon de Valera (1959–1973) (1932–1948, 1951–1954, 1957–1959 Ministerpräsident)
  - Regierungschef:
    - Taoiseach Seán Lemass (1959–10. November 1966)
    - Taoiseach Jack Lynch (10. November 1966–1973, 1977–1979)

- Island
  - Staatsoberhaupt: Präsident Ásgeir Ásgeirsson (1952–1968) (1932–1934 Ministerpräsident)
  - Regierungschef: Ministerpräsident Bjarni Benediktsson (1963–1970)

- Italien
  - Staatsoberhaupt: Präsident Giuseppe Saragat (1964–1971)
  - Regierungschef: Ministerpräsident Aldo Moro (1963–1968, 1974–1976)

- Jugoslawien
  - Staatsoberhaupt: Präsident Josip Broz Tito (1953–1980) (1945–1963 Ministerpräsident)
  - Regierungschef: Ministerpräsident Petar Stambolić (1963–1967) (1982–1983 Präsident)

- Kanalinseln[1]
  - Guernsey
    - Staats- und Regierungschef: Herzogin Elisabeth II. (1952–2022)
      - Vizegouverneur: Charles Coleman (1964–1969)

  - Jersey
    - Staats- und Regierungschef: Herzogin Elisabeth II. (1952–2022)
      - Vizegouverneur: Michael Villiers (1964–1969)

- Liechtenstein
  - Staatsoberhaupt: Fürst Franz Josef II. (1938–1989)
  - Regierungschef: Gerard Batliner (1962–1970)

- Luxemburg
  - Staatsoberhaupt: Großherzog Jean (1964–2000)
  - Regierungschef: Ministerpräsident Pierre Werner (1959–1974, 1979–1984)

- Malta
  - Staatsoberhaupt: Königin Elisabeth II. (1964–1974)
    - Generalgouverneur Maurice Henry Dorman (1964–1971)

  - Regierungschef: Premierminister Ġorġ Borg Olivier (1964–1971)

- Isle of Man[1]
  - Staatsoberhaupt: Lord of Man Elisabeth II. (1952–2022)
    - Vizegouverneur:
      - Ronald Herbert Garvey (1959–1966)
      - Peter Hyla Gawne Stallard (7. September 1966–1974)

  - Regierungschef: Vorsitzender des Exekutivrats Charles Kerruish (1961–1967)

- Monaco
  - Staatsoberhaupt: Fürst: Rainier III. (1949–2005)
  - Regierungschef:
    - Staatsminister Jean Émile Reymond (1963–28. Dezember 1966)
    - Staatsminister Paul Demange (28. Dezember 1966–1969)

- Niederlande
  - Staatsoberhaupt: Königin Juliana (1948–1980)
  - Regierungschef:
    - Ministerpräsident Jo Cals (1965–22. November 1966)
    - Ministerpräsident Jelle Zijlstra (22. November 1966–1967)

  - Niederländische Antillen (Land des Königreichs der Niederlande)
    - Vertreter der niederländischen Regierung: Gouverneur Cola Debrot (1962–1970)
    - Regierungschef: Ministerpräsident Efraïn Jonckheer (1954–1968)

- Norwegen
  - Staatsoberhaupt: König Olav V. (1957–1991)
  - Regierungschef: Ministerpräsident Per Borten (1965–1971)

- Österreich
  - Staatsoberhaupt: Bundespräsident Franz Jonas (1965–1974)
  - Regierungschef: Bundeskanzler Josef Klaus (1964–1970)

- Polen
  - Parteichef: 1. Sekretär Władysław Gomułka (1943–1948, 1956–1970)
  - Staatsoberhaupt: Staatsratsvorsitzender Edward Ochab (1964–1968) (1956 Parteichef)
  - Regierungschef: Ministerpräsident Józef Cyrankiewicz (1947–1952, 1954–1970) (1970–1972 Staatsratsvorsitzender)

- Portugal
  - Staatsoberhaupt: Präsident Américo Tomás (1958–1974)
  - Regierungschef: Ministerpräsident António de Oliveira Salazar (1932–1968)

- Rumänien
  - Parteichef: Generalsekretär Nicolae Ceaușescu (1965–1989) (1967–1989 Staatsoberhaupt)
  - Staatsoberhaupt: Vorsitzender des Staatsrats Chivu Stoica (1965–1967) (1955–1961 Ministerpräsident)
  - Regierungschef: Ministerpräsident Ion Gheorghe Maurer (1961–1974) (1958–1961 Staatsoberhaupt)

- San Marino
  - Staatsoberhaupt: Capitani Reggenti
    - Alvaro Casali (1945, 1951, 1957, 1960, 1. Oktober 1965–1. April 1966, 1969–1970) und Pietro Reffi (1. Oktober 1965–1. April 1966, 1958–1958)
    - Francesco Valli (1962, 1. April 1966–1. Oktober 1966, 1970, 1974–1975) und Emilio Della Balda (1. April 1966–1. Oktober 1966)
    - Giovanni Vito Marcucci (1961–1962, 1. Oktober 1966–1. April 1967, 1975–1976) und Francesco Maria Francini (1. Oktober 1966–1. April 1967, 1973)

  - Regierungschef: Außenminister Federico Bigi (1957–1972)

- Schweden
  - Staatsoberhaupt: König Gustav VI. Adolf (1950–1973)
  - Regierungschef: Ministerpräsident Tage Erlander (1946–1969)

- Schweiz[2]
  - Bundespräsident Hans Schaffner (1. Januar 1966–31. Dezember 1966)
  - Bundesrat:
    - Paul Chaudet (1955–31. Dezember 1966)
    - Willy Spühler (1960–1970)
    - Ludwig von Moos (1960–1971)
    - Hans-Peter Tschudi (1960–1973)
    - Hans Schaffner (1961–1969)
    - Roger Bonvin (1962–1973)
    - Rudolf Gnägi (1. Januar 1966–1979)

- Sowjetunion
  - Parteichef: Generalsekretär der KPdSU Leonid Breschnew (1964–1982) (bis 1966 Erster Sekretär) (1960–1964, 1977–1982 Staatsoberhaupt)
  - Staatsoberhaupt: Vorsitzender des Präsidiums des obersten Sowjets Nikolai Podgorny (1965–1977)
  - Regierungschef: Vorsitzender des Ministerrats Alexei Kossygin (1964–1980)

- Spanien
  - Staats- und Regierungschef: Caudillo Francisco Franco (1939–1975)

- Tschechoslowakei
  - Parteichef: Vorsitzender Antonín Novotný (1953–1968) (1957–1968 Präsident)
  - Staatsoberhaupt: Präsident Antonín Novotný (1957–1968) (1953–1968 Parteichef)
  - Regierungschef: Ministerpräsident Jozef Lenárt (1963–1968)

- Ungarn
  - Parteichef: Generalsekretär der Partei der Ungarischen Werktätigen János Kádár (1956–1988) (1956–1958, 1961–1965 Ministerpräsident)
  - Staatsoberhaupt: Vorsitzender des Präsidentschaftsrats István Dobi (1952–1967) (1948–1952 Ministerpräsident)
  - Regierungschef: Ministerpräsident Gyula Kállai (1965–1967)

- Vatikanstadt
  - Staatsoberhaupt: Papst Paul VI. (1963–1978)
  - Regierungschef: Kardinalstaatssekretär Amleto Giovanni Cicognani (1961–1969)

- Vereinigtes Königreich
  - Staatsoberhaupt: Königin Elisabeth II. (1952–2022) (gekrönt 1953)
  - Regierungschef: Premierminister Harold Wilson (1964–1970, 1974–1976)

- Republik Zypern
  - Staats- und Regierungschef: Präsident Makarios III. (1960–1974, 1947–1977)